# Rehmiodothis ocoteae
Rehmiodothis ocoteae är en svampart som beskrevs av Urries 1956. Rehmiodothis ocoteae ingår i släktet Rehmiodothis och familjen Phyllachoraceae.   Inga underarter finns listade i Catalogue of Life.